# Іслам в Естонії
В Естонії знаходиться одна з найменших мусульманських спільнот в Європі. Згідно перепису населення в 2011 році, в Естонії було 1 508 людей, що сповідують іслам. В Естонії досить мала кількість практикуючих мусульман і лише одна мечеть (Turath Islamic Cultural Center).

## Історія
Першими мусульманами в Естонії в переважній більшості були татари-суніти і азербайджанці-шиїти, які завершили військову службу в російській армії після того як Естонія і Лівонія були завойовані Російською Імперією в 1721. Більшість мусульман іммігрували в Естонію протягом радянської окупації Естонії протягом 1940—1991 років.
Починаючи з 1860, спільнота татар почала активність з центром в місті Нарва. Перша мусульманська конгрегація (Narva Muhamedi Kogudus) була зареєстрована в незалежній Естонії в 1928 і друга(Tallinna Muhamedi Usuühing) в Таллінні в 1939. Будинок збудований на кошти-пожертвування був перебудований в мечеть в місті Нарва. В 1940, радянська влада заборонила дві конгрегації, і будинок конгрегації був зруйнованим протягом Другої світової війни (в 1944).
В Таллінні немає мечеті, лише квартира приспособлена для цілей молитви. Мусульманська спільнота в Естонії є політично врівноваженої, і що незвично для глобальної спільноти, сунніти і шиїти моляться разом.

## Галерея

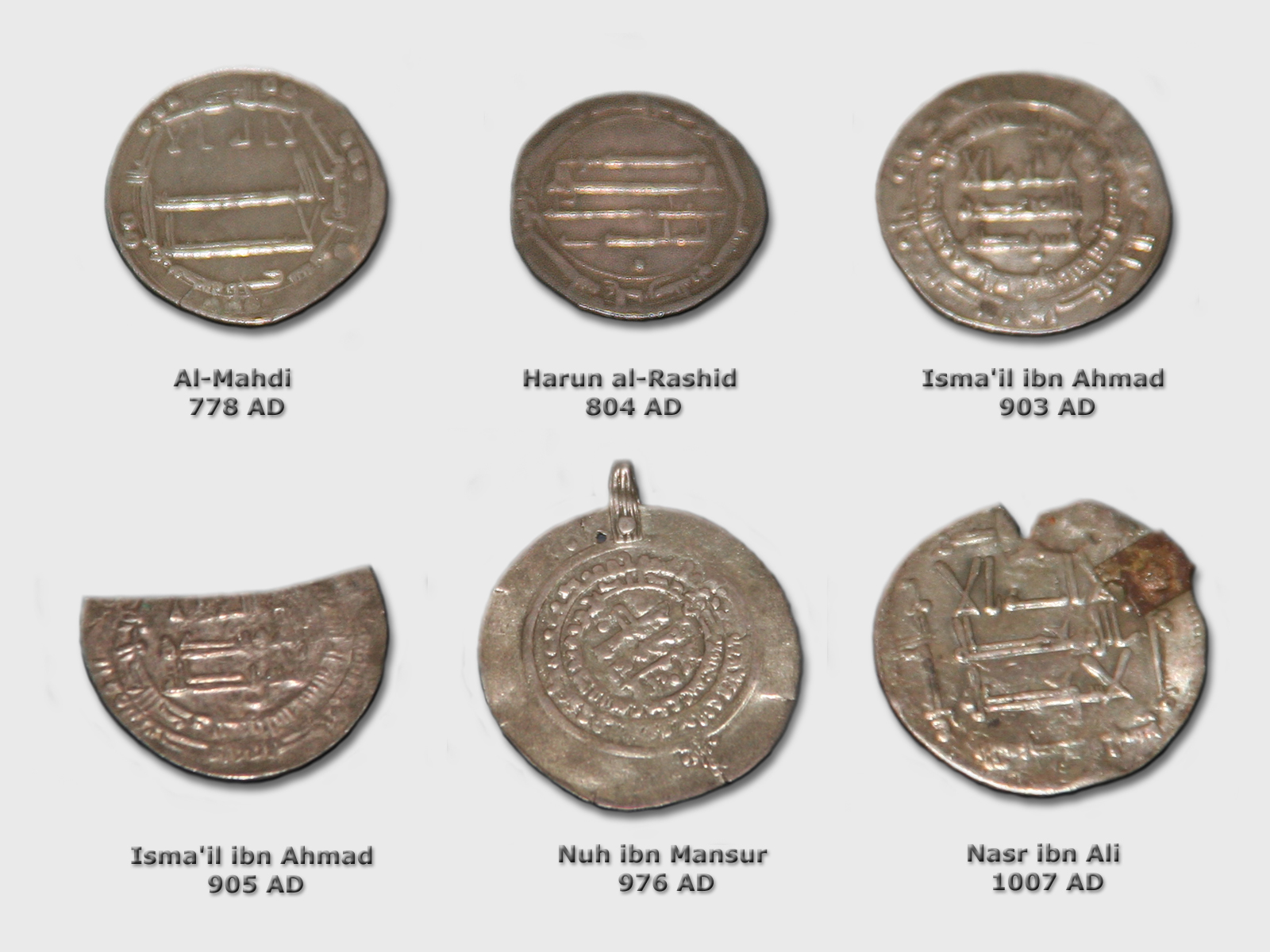
Islamic Golden Age coins found in Estonia.